# Wilfred Bungei
Wilfred Bungei (Kapsabet, Distrito de Nandi, Kenia, 24 de julio de 1980) es un atleta keniano especialista en la prueba de 800 metros que se proclamó campeón olímpico en los Juegos de Pekín 2008.
Además del título olímpico, en su palmarés destaca la victoria en el Campeonato Mundial en pista cubierta de Moscú 2006, donde derrotó al campeón olímpico en Atenas 2004 Yuriy Borzakovskiy y al subcampeón Mbulaeni Mulaudzi. Así como la medalla de plata en los Mundiales al aire libre de Edmonton 2001, donde el triunfo correspondió al suizo André Bucher.
La final de los 800 metros en los Juegos de Pekín 2008 tuvo lugar el 23 de agosto. La carrera comenzó a ritmo lento, pasando los primeros 400 metros en 53.35. A partir de entonces Bungei tomó el mando de la prueba, lanzando un ataque desde lejos que le llevó a conseguir la victoria con una marca de 1:44.65. La medalla de plata fue para el sudanés Ismail Ahmed Ismail (1:44.70) y la de bronce para el keniano Alfred Kirwa Yego (1:44.82)
Bungei es el tercer keniano en ganar el oro olímpico en los 800 metros, tras Paul Ereng y William Tanui.
Su marca personal es de 1:42.34 conseguida en Rieti el 8 de septiembre de 2002, y que actualmente es la quinta mejor marca mundial de todos los tiempos.
Mide 1.78 m. y pesa 64 kg.

## Resultados
| Año  | Competición                          | Lugar      | Puesto       | Marca   |
| ---- | ------------------------------------ | ---------- | ------------ | ------- |
| 1998 | Campeonato Mundial Junior            | Annecy     | 2.º en 800 m | 1:47.53 |
| 2001 | Campeonato Mundial                   | Edmonton   | 2.º en 800 m | 1:44.55 |
| 2001 | Final Mundial de la IAAF             | Melbourne  | 7.º en 800 m | 1:47.79 |
| 2003 | Campeonato Mundial En pista cubierta | Birmingham | 3.º en 800 m | 1:46.54 |
| 2003 | Final Mundial de la IAAF             | Mónaco     | 1.º en 800 m | 1:45.97 |
| 2004 | Juegos Olímpicos                     | Atenas     | 5.º en 800 m | 1:45.31 |
| 2004 | Final Mundial de la IAAF             | Mónaco     | 6.º en 800 m | 1:46.45 |
| 2005 | Campeonato Mundial                   | Helsinki   | 4.º en 800 m | 1:44.98 |
| 2005 | Final Mundial de la IAAF             | Mónaco     | 1.º en 800 m | 1:47.05 |
| 2006 | Campeonato Mundial En pista cubierta | Moscú      | 1.º en 800 m | 1:47.15 |
| 2006 | Final Mundial de la IAAF             | Stuttgart  | 3.º en 800 m | 1:47.22 |
| 2007 | Campeonato Mundial                   | Osaka      | 5.º en 800 m | 1:47.42 |
| 2008 | Juegos Olímpicos                     | Pekín      | 1.º en 800 m | 1:44.65 |